# 聖馬特烏山脈

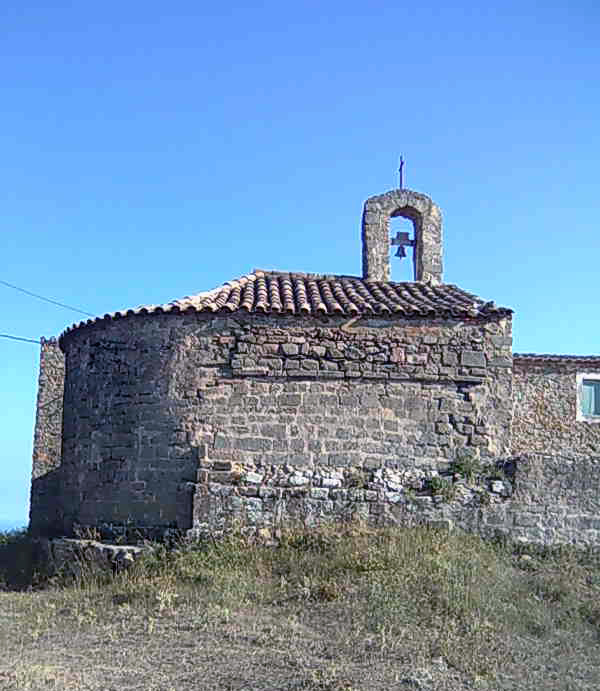

41°30′56″N 02°19′36″E / 41.51556°N 2.32667°E
聖馬特烏山脈，是西班牙的山脈，屬於加泰羅尼亞海岸山脈中馬里納山脈的一部分，長2.8公里，最高點是海拔高度500米的聖馬特烏山。